# Campeonato Asiático de Hóquei em Patins de 2010

O Campeonato Asiático de Hóquei em Patins é uma competição de Hóquei em Patins com a participação das selecções do continente Asiático, que acontece de dois em dois anos. Esta competição é organizada pela CARS, Federação Asiática de Patinagem.

## Países Participantes
Índia
 Taiwan
 Japão

## Fase Final
| Time   | J | V | E | D | GP | GC | SG  | Pts |
| ------ | - | - | - | - | -- | -- | --- | --- |
| Taiwan | 2 | 2 | 0 | 0 | 14 | 2  | +12 | 6   |
| Japão  | 2 | 1 | 0 | 1 | 2  | 3  | −1  | 3   |
| Índia  | 2 | 0 | 0 | 2 | 1  | 12 | −11 | 0   |

|        | TWN | JPN | IND  |
| ------ | --- | --- | ---- |
| Taiwan | –   | 3–1 | 11–1 |
| Japão  |     | –   | 1–0  |
| Índia  |     |     | –    |